# Межкорейский саммит (май 2018)
Межкорейский саммит 2018 года (26 мая 2018 года) — 4-я встреча на высшем уровне глав государств Ким Чен Ына и Мун Чжэ Ина после потепления отношений двух Корей в 2018 году.

## Место встречи
Руководитель КНДР Ким Чен Ын и президент Южной Кореи Мун Чжэ Ин во второй раз встретились в переговорном пункте Пханмунджом в демилитаризованной зоне 26 мая на северокорейской стороне.

## Повестка саммита
Встреча не была анонсирована заранее. Лидеры обменялись мнениями по реализации согласованной ранее мирной декларации и обсудили подготовку саммита США — КНДР. 24 мая Дональд Трамп объявил о его отмене, однако позже передумал.

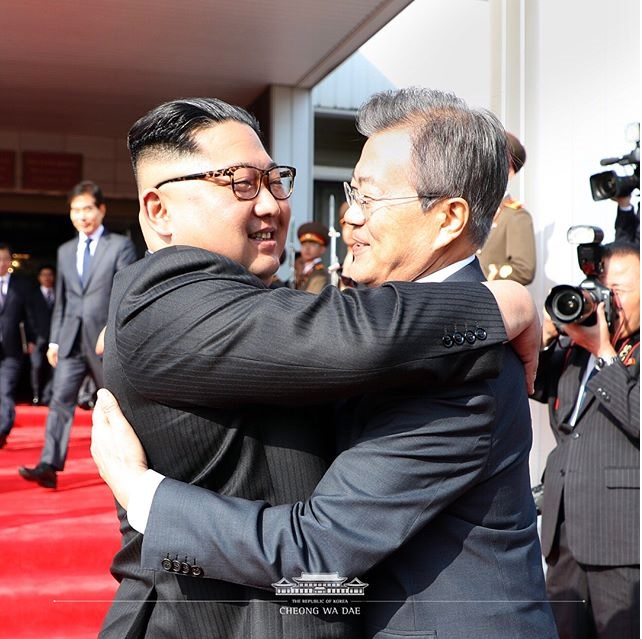
Ким Чен Ын и Мун Чжэ Ин